# Willem (auteur)
Pour les articles homonymes, voir Willem.
Bernhard Willem Holtrop, simplement dit Willem, est un dessinateur satirique néerlandais, né le 2 avril 1941 à Ermelo. Il réside en France depuis 1968 et devient en 2013 le premier Néerlandais à obtenir le grand prix de la ville d'Angoulême.

## Biographie
Il fréquente l'École des Beaux-Arts à Arnhem puis à Bois-le-Duc (Pays-Bas) de 1962 à 1967, adhère à cette époque au mouvement provo et fonde en 1966 un journal satirique, God, Nederland & Oranje (Dieu, les Pays-Bas et le royaume d'Orange). Ce dernier fait l'objet d’une saisie après la publication d’un dessin représentant Juliana, la Reine des Pays-Bas, en prostituée, et la plupart des 9 numéros parus (où participent entre autres Roland Topor et le dessinateur belge Picha) subissent le même sort. Il collabore ensuite régulièrement à l'hebdomadaire Aloha.
Il s'installe ensuite en France en 1968 et commence à dessiner à l'Enragé en mai 1968. Il participe aux premiers numéros de l'Hebdo-Hara-Kiri, qui devient Charlie Hebdo en 1970, et y publie ses rubriques Revue de Presse et Chez les esthètes.
En 1976 il dirige pour les Éditions du Square, qui publient déjà Hara-Kiri et Charlie, un nouveau journal de bande dessinée dénommé Surprise qui, d'abord trimestriel et finalement bimestriel, cessera  de publier la même année au 5e numéro en raison de son interdiction de vente aux mineurs prononcée par Michel Poniatowski, alors ministre de l'Intérieur.
Les textes de ses bandes, rédigés directement en français — langue que le dessinateur maîtrise alors imparfaitement —, contiennent à l'époque de très nombreuses fautes de grammaire et de syntaxe (en fait des germanismes), que la rédaction trouve amusant de laisser telles quelles et qui deviendront l'une de ses marques de fabrique. Lui-même tient, par une forme de coquetterie, à ne pas faire corriger ses textes.
Son style se distingue par l'usage d'une imagerie parfois violente, alliée à une satire politique et sociale cinglante[réf. nécessaire].
Il participe à Charlie Mensuel et finit par en être le rédacteur en chef pour les derniers numéros de 1981 (n°146 à 152), année de la fin de sa première parution.
À partir de 1981, Willem collabore au quotidien Libération et rejoint en 1992 l'équipe de Charlie Hebdo nouvelle formule. À partir de 2011 il contribue également à Siné Mensuel.
En 2013 il devient le premier Néerlandais à obtenir le grand prix de la ville d'Angoulême, et à 71 ans et 9 mois le plus âgé depuis Pellos.
Ne participant pas régulièrement aux conférences de rédaction de Charlie Hebdo, il échappe à l'attentat perpétré au siège de la rédaction le 7 janvier 2015. Il participe à la marche républicaine organisée à Paris le 11 janvier suivant pour condamner le terrorisme.
En 2019 il co-signe dans Mediapart un appel au boycott de l'Eurovision à Tel Aviv.
Le 1er avril 2021 Willem prend sa retraite de Libération  et Coco, dessinatrice à Charlie Hebdo, lui succède comme caricaturiste attitrée du quotidien.

## Publications en français

### Illustrations
- Plaisir d'esthète, Le dernier terrain vague, 1982.
- Bastard, en collaboration avec S. Clay Wilson (1 page chacun), Futuropolis, 1984.
- N'oublions jamais, éditions du Square, 1985
- Femmes Pratiques, Francis Desvois, 1985
- Willem, Futuropolis, collection 30/40, 1987
- Appétits, Le dernier terrain vague, 1989.
- Willem-Images, Fondation de l'imagerie d'Epinal, 1990.
- Euromania, Futuropolis, 1992.
- Eurofolio, Yves Royer, 1992.
- Alphabet Capone, Cornélius, 1993.
- Quais Baltiques, éditions Mille et une nuits, collection "Les petits libres", 1994
- Forty Dirty Drawings, La Byrouth des épices, 1994.
- Deadlines, Jean-Pierre Faur éditeur, 1998.
- Par la bande, texte de Daniel Varenne, Demoures, 1999.
- Provo, la tornade blanche, texte d'Yves Frémion, Agnès Vienot éditeur, 2001.
- Ailleurs, Cornélius, collection Blaise, 2002.
- Aventures innavouables, Item, 2003.
- Un hiver au musée de l'érotisme, avec Medi Holtrop, Paris, 2004.
- Hier et nu, Ragage, 2005.
- Partout, Cornélius, collection Raoul, 2008
- Les amours impossibles, Ouvroir Humoir, 2010
- Avignon, Cornélius, collection Raoul, 2011
- Jazz à deux et Jazz à deux : Chorus, avec Edmond Baudoin, Super Loto Éditions, coll. "Cagnotte", 2015.

### Bandes dessinées et dessins de presse
- Chez les obsédés, Éditions du Square, coll. « Série bête et méchante », 1971.
- Les Aventures de Tom Blanc, Éditions du Square, coll. « Série bête et méchante », 1972.
- Drames de famille, Éditions du Square, coll. « Série bête et méchante » no 24, 1973.
- Jack l'éventreur en vacances, Éditions du Square, coll. « Série bête et méchante » no 30, 1974.
- Le Crime, ça paie !, Gallimard, coll. « Folio » no 631, 1974.
- La Crise illustrée, Éditions du Square, coll. « Série bête et méchante » no 39, 1975.
- Surprise, 5 numéros, Éditions du Square, 1976.
- Taisez-vous l'ennemi écoute, Éditions du Square, coll. « Série bête et méchante » no 49, 1976.
- Les Aventures du prince Bernhard, Éditions du Square, coll. « Série bête et méchante » no 52, 1977.
- Romances et Mélodrames, Éditions du Square, coll. « Série bête et méchante » no 56, 1977.
- Dick Talon heureux comme un con, Éditions du Square, coll. « Série bête et méchante » no 63, 1978
- Terreur aveugle, éditions du Square, 1979.
- Gloire coloniale et autres récits exotiques, Square/ Albin Michel, 1981.
- Le Tour du monde de Ric et Claire, livre pour enfant, dessin Joost Swarte, Futuropolis, 1982.
- Complet !, Les Humanoïdes associés, 1983.
- Les Crimes innommables, Albim Michel, 1983.
- L'amour sera toujours vainqueur, Les Humanoïdes associés, 1984.
- Rats Hamburger 1, Futuropolis, collection X, 1985.
- Rats Hamburger 2, Futuropolis, collection X, 1985.
- Serre-moi fort Fred Fallo, Magic Strip, 1985.
- Plus mort que moi tu meurs, Futuropolis, collection X, 1986.
- Willem à Libération, Albin Michel, 1988.
- Retouches, Comixland, 1989.
- 7 jours qui ébranlèrent le monde, Car rien n'a d'importance, 1990.
- Le Monde en images, Albin Michel, coll. l'Echo des savanes, 1991.
- Plutôt crever !, Car rien n'a d'importance, 1993.
- Bonne année, flip-book, Libération, 1993.
- Odeurs de campagne, Charlie hebdo HS, 1995.
- Poignées d'amour, Cornélius, collection Pierre, 1995.
- Anal symphonies, Cornélius, collection Pierre, 1996.
- Ca va être votre fête !, Cornélius, collection Raoul, 1996.
- Tout va bien, Albin Michel, 1997.
- Eliminations, Les Requins Marteaux, 1999[9].
- Le Cabinet du Docteur Holtrop, HumuS & Dumerchez, 1999.
- Le Feuilleton du Siècle, Cornélius, Collection Pierre, 2000.
- La Droite Part en Couilles, Bichro, 2000.
- Tout est politique, L'Œil électrique, 2001.
- La Paix dans le monde, L'Atalante, collection "Comme un accordéon", 2002.
- Merci Ben Laden, Les requins marteaux, collection "Carrément", 2002.
- Élections surréalistes, Les requins marteaux, collection "Carrément", 2002
- Destruction massive, Les requins marteaux, collection "Carrément", 2003.
- Cœur de chien, L'Association, collection "Mimolette", 2004.
- Les aventures de l'art, Cornélius, collection "Pierre", 2004.
- Appétit, ré-édition augmentée, Humeurs, 2005.
- Sarko l'Increvable, Les requins marteaux, collection "Carrément", 2005.
- Lui, Eux, et... Les Autres, Éditions du Layeur, 2006.
- Dick Talon Nazillon, Charlie hebdo HS, 2007.
- Le roman noir des élections, Les Requins marteaux, collection "Carrément", 2008.
- Casse toi pauvre con, Les requins marteaux, collection "Carrément", 2009.
- Le Prix du poisson, L'Association, collection "Mimolette", 2010.
- Plus jamais ça !, Les requins marteaux, collection "Carrément", 2012.
- Dégueulasse, Éditions Les Echappés, 2013.
- Traquenards et mélodrames, Cornélius, 2014.
- Le pire est derrière nous, Les requins marteaux, collection "Carrément", 2014.
- Les Emmerdeurs, Éditions Jannink, 2014.
- Billy the kid, L'Apocalypse, 2014.
- Akbar, Les requins marteaux, 2015.
- Dick Talon au fond du trou. Les requins marteaux, 2016.
- WILLEM Printemps Cannibale, auteure Virginia Ennor, collection les Iconovores chez Critères éditions . (ISBN 2370260505)

### Traduction
- Les Aventures de Red Rat, Éditions Le monde à l'envers, Black-star (s)éditions, 2016, 2017.

### Animation
- Il était une fois…, adaptation de Hänsel et Gretel, 1995.

## Distinctions
- 1996 :
  - Alph-Art humour au festival d'Angoulême pour Poignées d'amour[10]
  - Grand prix de l'humour vache du Salon international du dessin de presse et d'humour de Saint-Just-le-Martel[11]
- 2000 : Prix Stripschap, pour l'ensemble de son œuvre
- 2013 : Grand prix de la ville d'Angoulême, pour l'ensemble de son œuvre
- 2015 : Prix international d'humour Gat Perich, pour l'ensemble de son œuvre